# Carex decurtata
Carex decurtata är en halvgräsart som beskrevs av Thomas Frederic Cheeseman. Carex decurtata ingår i släktet starrar, och familjen halvgräs. Inga underarter finns listade i Catalogue of Life.